# Italië op het wereldkampioenschap voetbal 2006
Italië was een van de landen die meededen aan het Wereldkampioenschap voetbal 2006 in Duitsland, en won tevens dit wereldkampioenschap. Het zat in een poule met Tsjechië, Ghana en de Verenigde Staten. Het was voor de Italianen op dit WK inmiddels al de 16de keer dat zij op een eindtoernooi verschenen. De succesvolste toernooien waren die van 1934 in eigen land, 1938 in Frankrijk en 1982 in Spanje, waar het wereldkampioenschap werd behaald, en nu dus ook het WK van 2006. In 1990 vond het toernooi in Italië plaats, maar toen werd het titelgevecht tussen Argentinië en Duitsland beslist.

## Kwalificatie
Als lid van de UEFA moest Italië zich zien te kwalificeren via de voorrondes in Europa. Aan de hand van in het verleden behaalde resultaten en een loting werden acht groepen samengesteld. Italië kwam in de vijfde groep terecht met Noorwegen, Slovenië, Schotland, Moldavië en Wit-Rusland. Elk land speelde twee keer tegen elk ander land in dezelfde groep, zowel uit als thuis. De groepswinnaar was direct gekwalificeerd, terwijl de nummer twee een extra play-off duel moest spelen tegen de nummer twee uit een andere groep. Alleen de twee beste landen die op de tweede plaats eindigden kregen direct toegang tot het eindtoernooi in Duitsland.
Als topfavoriet stelde Italië niet teleur. De enige die de Italianen wist te overwinnen was buurland Slovenië, dat in Ljubljana met 1-0 te sterk was. Behalve twee gelijke spelen in de uitwedstrijden tegen Schotland en Noorwegen, werden alle wedstrijden gewonnen. Tweede in de groep werd Noorwegen, dat zich via play-offs moest zien te plaatsen voor het eindtoernooi. Tegenstander Tsjechië bleek echter te sterk in beide duels. Interessant is dat Italië op het WK in één groep zat met Tsjechië.

### Wedstrijden
| 4 september, 2004 | Italië      | 2 – 1 | Noorwegen   |
| 8 september, 2004 | Moldavië    | 0 – 1 | Italië      |
| 9 oktober, 2004   | Slovenië    | 1 – 0 | Italië      |
| 13 oktober, 2004  | Italië      | 4 – 3 | Wit-Rusland |
| 26 maart, 2005    | Italië      | 2 – 0 | Schotland   |
| 4 juni, 2005      | Noorwegen   | 0 – 0 | Italië      |
| 3 september, 2005 | Schotland   | 1 – 1 | Italië      |
| 7 september, 2005 | Wit-Rusland | 1 – 4 | Italië      |
| 8 oktober, 2005   | Italië      | 1 – 0 | Slovenië    |
| 12 oktober, 2005  | Italië      | 2 – 1 | Moldavië    |

### Ranglijst
| Land        | Wed | Win | Gel | Ver | DV | DT | +/- | Pnt |
| ----------- | --- | --- | --- | --- | -- | -- | --- | --- |
| Italië      | 10  | 7   | 2   | 1   | 17 | 8  | +9  | 23  |
| Noorwegen   | 10  | 5   | 3   | 2   | 12 | 7  | +5  | 18  |
| Schotland   | 10  | 3   | 4   | 3   | 9  | 7  | +2  | 13  |
| Slovenië    | 10  | 3   | 3   | 4   | 10 | 13 | -3  | 12  |
| Wit-Rusland | 10  | 2   | 4   | 4   | 12 | 24 | -2  | 10  |
| Moldavië    | 10  | 1   | 2   | 7   | 5  | 16 | -11 | 5   |

## Groep E
Vlak voor het WK begon barstte de bom in Italië, een grootschalig omkoopschandaal, bijgenaamd Calciopoli kwam aan het licht. Jarenlang waren spelers en scheidsrechters omgekocht, spil was algemeen directeur Luciano Moggi van Juventus die reputaties van scheidsrechters kon maken of breken. Ook clubs als Lazio Roma en AC Milan hadden een bedenkelijke reputatie en er vonden huiszoekingen plaats bij grote spelers als Zinedine Zidane en Fabio Cannavaro. Uiteindelijk werden de twee laatste landstitels van Juventus ontnomen, de ploeg degradeerde naar de Serie B. De stress bij Juventus werd belichaamd door spelersbegeleider Gianluca Pessotto, die zich van het leven probeerde te beroven door van het clubgebouw van Juventus te springen, hij overleefde de poging.
Het Italiaanse nationale team stond ook onder druk, manager Marcello Lippi was jarenlang manager van Juventus, zijn zoon was ook betrokken bij het schandaal, zijn schuld in het omvangrijke schandaal was niet bewezen. Het team rechte zijn rug en had met doelman Gianluigi Buffon, verdediger Fabio Cannavaro, de fijnbesnaarde middenvelder Andrea Pirlo en topscorer Luca Toni sterke troeven. Italië begon goed met een 2-0 zege  tegen een eveneens goed spelend Ghana. De doelpunten werden gemaakt door Andrea Pirlo met een schot van afstand en Vincenzo Iaquinta profiteerde van een zachte terugspeelbal van ex-Bayern München-speler Samuel Kuffour.
De andere favoriet in deze groep Tsjechië had ook een sterke generatie met keeper Petr Čech, topscorer Jan Koller en vooral de middenvelder van Juventus Pavel Nedved. Merkwaardigerwijs debuteerde deze generatie op een WK, terwijl de "Gouden Generatie" glorieerde op EK's (finalist 1996, halve finalist 2004). In de eerste wedstrijd won de ploeg simpel met 3-0 van de Verenigde Staten, Koller scoorde tweemaal, maar raakte geblesseerd en kon de volgende wedstrijden niet mee spelen. In de tweede wedstrijd stond Tsjechië als verlamd in het veld en verloor kansloos met 2-0 van Ghana, dat ook nog een strafschop miste. Italië teleurstelde ook door met 1-1 gelijk te spelen tegen de Verenigde Staten. Er vielen liefst drie rode kaarten: naast twee Amerikanen werd Daniele De Rossi uit het veld gestuurd na een elleboogstoot op Brian McBride, hij zou voor vier wedstrijden worden geschorst en zou hoogstens tijdens de finale weer in actie kunnen komen.
In de laatste speelronde hadden alle landen nog kans zich te plaatsen. Ghana had na de goede wedstrijden tegen Italië en Tsjechië moeite met de Verenigde Staten, het won met 2-1 en plaatste zich als enig Afrikaans land voor de achtste finales. Amerika speelde geen enkele rol van betekenis in deze groep, coach Bruce Arena werd ontslagen. Tsjechië vocht voor zijn laatste kans tegen Italië, vooral Pavel Nedved sleurde zijn ploeg naar voren, maar na de 1-0 voorsprong door de vroege invaller Marco Materazzi speelde Tsjechië weer als verlamd. De eindstand was 2-0 en Tsjechië was vroegtijdig uitgeschakeld.
| Land             | Wed | Win | Gel | Ver | DV | DT | +/− | Pnt |
| ---------------- | --- | --- | --- | --- | -- | -- | --- | --- |
| Italië           | 3   | 2   | 1   | 0   | 5  | 1  | 4   | 7   |
| Ghana            | 3   | 2   | 0   | 1   | 4  | 3  | 1   | 6   |
| Tsjechië         | 3   | 1   | 0   | 2   | 3  | 4  | –1  | 3   |
| Verenigde Staten | 3   | 0   | 1   | 2   | 2  | 6  | –4  | 1   |

|                                               |                  |                            |          |                                                                                   |
| 12 juni 2006 «onderlinge duels» 18:00 (UTC+2) | Verenigde Staten | 0 – 3                      | Tsjechië | Veltins-Arena, Gelsenkirchen Toeschouwers: 52.000 Scheidsrechter: Carlos Amarilla |
| 12 juni 2006 «onderlinge duels» 18:00 (UTC+2) |                  | 5' Koller 36', 76' Rosický |          | Veltins-Arena, Gelsenkirchen Toeschouwers: 52.000 Scheidsrechter: Carlos Amarilla |

|                                               |                        |       |       |                                                                       |
| 12 juni 2006 «onderlinge duels» 21:00 (UTC+2) | Italië                 | 2 – 0 | Ghana | AWD-Arena, Hannover Toeschouwers: 43.000 Scheidsrechter: Carlos Simon |
| 12 juni 2006 «onderlinge duels» 21:00 (UTC+2) | Pirlo 40' Iaquinta 83' |       |       | AWD-Arena, Hannover Toeschouwers: 43.000 Scheidsrechter: Carlos Simon |

|                                               |          |                     |       |                                                                                   |
| 17 juni 2006 «onderlinge duels» 18:00 (UTC+2) | Tsjechië | 0 – 2               | Ghana | RheinEnergieStadion, Keulen Toeschouwers: 45.000 Scheidsrechter: Horacio Elizondo |
| 17 juni 2006 «onderlinge duels» 18:00 (UTC+2) |          | 2' Gyan 82' Muntari |       | RheinEnergieStadion, Keulen Toeschouwers: 45.000 Scheidsrechter: Horacio Elizondo |

|                                               |               |       |                     |                                                                                           |
| 17 juni 2006 «onderlinge duels» 21:00 (UTC+2) | Italië        | 1 – 1 | Verenigde Staten    | Fritz-Walter-Stadion, Kaiserslautern Toeschouwers: 46.000 Scheidsrechter: Jorge Larrionda |
| 17 juni 2006 «onderlinge duels» 21:00 (UTC+2) | Gilardino 22' |       | 27' (e.d.) Zaccardo | Fritz-Walter-Stadion, Kaiserslautern Toeschouwers: 46.000 Scheidsrechter: Jorge Larrionda |

|                                               |          |                           |        |                                                                          |
| 22 juni 2006 «onderlinge duels» 16:00 (UTC+2) | Tsjechië | 0 – 2                     | Italië | AOL Arena, Hamburg Toeschouwers: 50.000 Scheidsrechter: Benito Archundia |
| 22 juni 2006 «onderlinge duels» 16:00 (UTC+2) |          | 26' Materazzi 87' Inzaghi |        | AOL Arena, Hamburg Toeschouwers: 50.000 Scheidsrechter: Benito Archundia |

|                                               |                               |       |                  |                                                                                 |
| 22 juni 2006 «onderlinge duels» 16:00 (UTC+2) | Ghana                         | 2 – 1 | Verenigde Staten | easyCredit-Stadion, Neurenberg Toeschouwers: 41.000 Scheidsrechter: Markus Merk |
| 22 juni 2006 «onderlinge duels» 16:00 (UTC+2) | Dramani 22' Appiah 45' (pen.) |       | 43' Dempsey      | easyCredit-Stadion, Neurenberg Toeschouwers: 41.000 Scheidsrechter: Markus Merk |

### Achtste finale
|                     |                    |       |           | |
| 26 juni, 2006 17:00 | Italië             | 1 – 0 | Australië | Fritz-Walter-Stadion, Kaiserslautern Toeschouwers: 46.000 Scheidsrechter: Luis Medina Cantalejo ( Spanje) |
| 26 juni, 2006 17:00 | Totti 90+5' (pen.) |       |           | Fritz-Walter-Stadion, Kaiserslautern Toeschouwers: 46.000 Scheidsrechter: Luis Medina Cantalejo ( Spanje) |

### Kwartfinale
|                     |                            |       |          |                                                                                      |
| 30 juni, 2006 21:00 | Italië                     | 3 – 0 | Oekraïne | AOL Arena, Hamburg Toeschouwers: 50.000 Scheidsrechter: Frank De Bleeckere ( België) |
| 30 juni, 2006 21:00 | Zambrotta 6' Toni 59', 69' |       |          | AOL Arena, Hamburg Toeschouwers: 50.000 Scheidsrechter: Frank De Bleeckere ( België) |

### Halve finale
|                    |           |                              |        |                                                                                            |
| 4 juli, 2006 21:00 | Duitsland | 0 – 2 (nv)                   | Italië | Westfalenstadion, Dortmund Toeschouwers: 65.000 Scheidsrechter: Benito Archundia ( Mexico) |
| 4 juli, 2006 21:00 |           | 119' Grosso 120+1' Del Piero |        | Westfalenstadion, Dortmund Toeschouwers: 65.000 Scheidsrechter: Benito Archundia ( Mexico) |

### Finale
|                    |               |            |                  |                                                                                             |
| 9 juli, 2006 20:00 | Italië        | 1 – 1 (nv) | Frankrijk        | Olympiastadion, Berlijn Toeschouwers: 69.000 Scheidsrechter: Horacio Elizondo ( Argentinië) |
| 9 juli, 2006 20:00 | Materazzi 19' |            | 7' (pen.) Zidane | Olympiastadion, Berlijn Toeschouwers: 69.000 Scheidsrechter: Horacio Elizondo ( Argentinië) |

|                                           |       | strafschoppen                   |  |
| Pirlo Materazzi De Rossi Del Piero Grosso | 5 – 3 | Wiltord Trezeguet Abidal Sagnol |  |

## Selectie en statistieken
| Bondscoach | Marcello Lippi |
| ---------- | -------------- |

| No. | Naam                 | Club           | Positie      | W |   |   | D | A |   |   |   |
| --- | -------------------- | -------------- | ------------ | - | - | - | - | - | - | - | - |
| 1.  | Gianluigi Buffon     | Juventus       | Doelman      | 7 | 0 | 0 | 0 | 0 | 0 | 0 | 0 |
| 2.  | Cristian Zaccardo    | Palermo        | Verdediger   | 3 | 0 | 0 | 0 | 0 | 0 | 0 | 0 |
| 3.  | Fabio Grosso         | Palermo        | Verdediger   | 6 | 0 | 0 | 1 | 0 | 1 | 0 | 0 |
| 4.  | Daniele De Rossi     | AS Roma        | Middenvelder | 3 | 0 | 0 | 0 | 0 | 0 | 0 | 1 |
| 5.  | Fabio Cannavaro      | Juventus       | Verdediger   | 7 | 0 | 0 | 0 | 0 | 0 | 0 | 0 |
| 6.  | Andrea Barzagli      | Palermo        | Verdediger   | 2 | 0 | 0 | 0 | 0 | 0 | 0 | 0 |
| 7.  | Alessandro Del Piero | Juventus       | aanvaller    | 5 | 0 | 0 | 1 | 0 | 0 | 0 | 0 |
| 8.  | Gennaro Gattuso      | AC Milan       | Middenvelder | 6 | 0 | 0 | 0 | 0 | 2 | 0 | 0 |
| 9.  | Luca Toni            | Fiorentina     | aanvaller    | 6 | 0 | 0 | 2 | 0 | 0 | 0 | 0 |
| 10. | Francesco Totti      | AS Roma        | aanvaller    | 7 | 0 | 0 | 1 | 0 | 0 | 0 | 0 |
| 11. | Alberto Gilardino    | AC Milan       | aanvaller    | 5 | 0 | 0 | 1 | 0 | 0 | 0 | 0 |
| 12. | Angelo Peruzzi       | Lazio          | Doelman      | 0 | 0 | 0 | 0 | 0 | 0 | 0 | 0 |
| 13. | Alessandro Nesta     | AC Milan       | Verdediger   | 3 | 0 | 0 | 0 | 0 | 0 | 0 | 0 |
| 14. | Marco Amelia         | Livorno        | Doelman      | 0 | 0 | 0 | 0 | 0 | 0 | 0 | 0 |
| 15. | Vincenzo Iaquinta    | Udinese        | aanvaller    | 5 | 0 | 0 | 1 | 0 | 0 | 0 | 0 |
| 16. | Mauro Camoranesi     | Juventus       | Middenvelder | 6 | 0 | 0 | 0 | 0 | 0 | 0 | 0 |
| 17. | Simone Barone        | Palermo        | Middenvelder | 2 | 0 | 0 | 0 | 0 | 0 | 0 | 0 |
| 18. | Filippo Inzaghi      | AC Milan       | aanvaller    | 1 | 0 | 0 | 1 | 0 | 0 | 0 | 0 |
| 19. | Gianluca Zambrotta   | Juventus       | Verdediger   | 6 | 0 | 0 | 1 | 0 | 1 | 0 | 0 |
| 20. | Simone Perrotta      | AS Roma        | Middenvelder | 7 | 0 | 0 | 0 | 0 | 0 | 0 | 0 |
| 21. | Andrea Pirlo         | AC Milan       | Middenvelder | 7 | 0 | 0 | 1 | 0 | 0 | 0 | 0 |
| 22. | Massimo Oddo         | Lazio          | Verdediger   | 1 | 0 | 0 | 0 | 0 | 0 | 0 | 0 |
| 23. | Marco Materazzi      | Internazionale | Verdediger   | 4 | 0 | 0 | 2 | 0 | 0 | 0 | 1 |

| W | Wedstrijden        |
|   | Invalbeurten       |
|   | Gewisseld          |
| D | Doelpunten         |
| A | Assists/Voorzetten |
|   | Gele kaarten       |
|   | 2 x geel = rood    |
|   | Rode kaarten       |

## Wedstrijden gedetailleerd
WK voetbal 2006 (Groep E) Italië - Ghana
WK voetbal 2006 (Groep E) Italië - Verenigde Staten
WK voetbal 2006 (Groep E) Tsjechië - Italië
WK voetbal 2006 (1/8e finale) Italië - Australië
WK voetbal 2006 (kwartfinale) Italië - Oekraïne
WK voetbal 2006 (halve finale) Duitsland - Italië
WK voetbal 2006 (Finale) Italië - Frankrijk
FIGC · A-internationals · Selecties · Bondscoaches · Italiaans vrouwenelftal · Olympisch elftal · Italië U21 · Italië U20 · Italië U19 · Italië U18 · Italië U17 · Italië U16 · Vrouwen U17
1910 – 1919 ·
1920 – 1929 ·
1930 – 1939 ·
1940 – 1949 ·
1950 – 1959 ·
1960 – 1969 ·
1970 – 1979 ·
1980 – 1989 ·
1990 – 1999 ·
2000 – 2009 ·
2010 – 2019 ·
2020 − 2029
EK's: 1968 · 
1980 · 
1988 · 
1996 · 
2000 · 
2004 · 
2008 · 
2012 · 
2016 ·
2020 ·
2024
WK's: 1934 · 
1938 · 
1950 · 
1954 · 
1962 · 
1966 · 
1970 · 
1974 · 
1978 · 
1982 · 
1986 · 
1990 · 
1994 · 
1998 · 
2002 · 
2006 · 
2010 · 
2014
OS: 1912 · 
1920 · 
1924 · 
1928 · 
1936 · 
1948 · 
1952 · 
1960 · 
1984 · 
1988 · 
1992 · 
1996 · 
2000 · 
2004 · 
2008
1911 · 
1912 · 
1913 · 
1914 · 
1915 · 
1916 · 1917 · 1918 · 1919 · 
1920 · 
1921 · 
1922 · 
1923 · 
1924 · 
1925 · 
1926 · 
1927 · 
1928 · 
1929 · 
1930 · 
1931 · 
1932 · 
1933 · 
1934 · 
1935 · 
1936 · 
1937 · 
1938 · 
1939 · 
1940 · 
1941 · 
1942 · 
1943 · 1944 · 
1945 · 
1946 · 
1947 · 
1948 · 
1949 · 
1950 · 
1952 · 
1952 · 
1953 · 
1954 · 
1955 · 
1956 · 
1957 · 
1958 · 
1959 · 
1960 · 
1961 · 
1962 · 
1963 · 
1964 · 
1965 · 
1966 · 
1967 · 
1968 · 
1969 · 
1970 · 
1971 · 
1972 · 
1973 · 
1974 · 
1975 · 
1976 · 
1977 · 
1978 · 
1979 · 
1980 · 
1981 · 
1982 · 
1983 · 
1984 · 
1985 · 
1986 · 
1987 · 
1988 · 
1989 · 
1990 ·
1991 · 
1992 · 
1993 · 
1994 · 
1995 · 
1996 · 
1997 · 
1998 · 
1999 · 
2000 · 
2001 · 
2002 · 
2003 · 
2004 · 
2005 · 
2006 · 
2007 · 
2008 · 
2009 · 
2010 · 
2011 · 
2012 · 
2013 · 
2014 · 
2015 · 
2016 · 
2017 ·
2018 ·
2019 ·
2020 ·
2021 ·
2022 ·
2023 ·
2024
Albanië ·
Algerije ·
Argentinië ·
Armenië ·
Australië ·
Azerbeidzjan ·
België ·
Bosnië en Herzegovina ·
Brazilië ·
Bulgarije ·
Canada ·
Chili ·
China ·
Costa Rica ·
Cyprus ·
DDR ·
Denemarken ·
Duitsland ·
Ecuador ·
Egypte ·
Engeland ·
Estland ·
Faeröer ·
Finland ·
Frankrijk ·
Georgië ·
Ghana ·
Griekenland ·
Haïti ·
Hongarije ·
Ierland ·
IJsland ·
Israël ·
Ivoorkust ·
Japan ·
Joegoslavië ·
Kameroen ·
Kroatië ·
Liechtenstein · 
Litouwen ·
Luxemburg ·
Malta ·
Marokko ·
Mexico ·
Moldavië ·
Montenegro ·
Nederland ·
Nieuw-Zeeland ·
Nigeria ·
Noord-Ierland ·
Noord-Korea ·
Noord-Macedonië ·
Noorwegen ·
Oekraïne ·
Oostenrijk ·
Paraguay ·
Peru ·
Polen ·
Portugal ·
Roemenië ·
Rusland ·
San Marino ·
Saoedi-Arabië ·
Schotland ·
Servië ·
Servië en Montenegro ·
Slovenië ·
Slowakije ·
Sovjet-Unie ·
Spanje ·
Tsjechië ·
Tsjecho-Slowakije ·
Tunesië ·
Turkije ·
Uruguay ·
Venezuela ·
Verenigde Staten ·
Wales ·
Wit-Rusland ·
Zuid-Afrika ·
Zuid-Korea ·
Zweden ·
Zwitserland
Argentinië (1982) · 
Australië (2006) · 
België (2016) · 
België (2021) · 
Brazilië (1970) · 
Brazilië (1982) · 
Brazilië (1994) · 
Costa Rica (2014) · 
Duitsland (2006) · 
Duitsland (2012) · 
Engeland (2012) ·
Engeland (2014) ·
Engeland (2021) ·
Frankrijk (2000) · 
Frankrijk (2006) · 
Frankrijk (2008) · 
Ghana (2006) · 
Hongarije (1938) · 
Ierland (2012) · 
Joegoslavië (1968) · 
Kameroen (1982) · 
Kroatië (2012) · 
Nederland (2008) · 
Nieuw-Zeeland (2010) · 
Oekraïne (2006) · 
Oostenrijk (2021) · 
Paraguay (2010) · 
Peru (1982) · 
Polen (1982, 1) · 
Polen (1982, 2) · 
Roemenië (2008) · 
Spanje (2008) ·
Spanje (2012, 1) ·
Spanje (2012, 2) ·
Spanje (2016) ·
Spanje (2021) ·
Tsjechië (2006) · 
Turkije (2021) · 
Uruguay (2014) · 
Verenigde Staten (2006) · 
Wales (2021) · 
West-Duitsland (1982) · 
Zweden (2016) · 
Zwitserland (2021)
1. ↑  https://www.ad.nl/buitenlands-voetbal/tien-jaar-geleden-de-wereld-op-zijn-kop-in-het-italiaanse-voetbal~a46f2560/
2. ↑  https://www.bbc.com/sport/football/49910626
3. ↑  https://www.voetbalkrant.com/nieuws/2006-05-19/huiszoekingen-bij-cannavaro-en-ibrahimovic/amp
4. ↑  https://www.vi.nl/nieuws/juventus-degradeert-naar-b-en-is-titels-kwijt
5. ↑  Pessotto zwaargewond na val uit raam
6. ↑  https://www.gva.be/cnt/oid399893
7. ↑  http://news.bbc.co.uk/sport2/hi/football/world_cup_2006/4852746.stm
8. ↑  https://www.youtube.com/watch?v=WGvfXqCoMOQ
9. ↑  https://www.fcupdate.nl/voetbalnieuws/7599/wk-serie-tsjechie-debutant-met-titelaspiraties/
10. ↑  https://www.trouw.nl/nieuws/jan-koller-minimaal-twee-duels-aan-de-kant~bf50bbc4/
11. ↑  https://www.vi.nl/nieuws/dujkovic-had-zijn-koffers-al-klaar-staan
12. ↑  https://www.trouw.nl/nieuws/de-rossi-voor-vier-wedstrijden-geschorst~b92987a7/
13. ↑  ttps://www.trouw.nl/nieuws/ghana-maakt-een-heel-continent-trots~bfbf59d1/
14. ↑  http://www.msnbc.msn.com/id/13860292/
15. ↑  https://football-italia.net/nl/op-deze-dag-tsjechische-rep-0-2-itali%C3%AB/